# Caesiumplatinidohydrid
Caesiumplatinidohydrid, 4 Cs2Pt · CsH ist ein Doppelsalz der Salze Caesiumplatinid Cs2Pt und Caesiumhydrid CsH.

## Eigenschaften
Das Doppelsalz kann nur unter inerten Bedingungen, wie sie zum Beispiel im Weltraum anzutreffen sind, existieren. Das Platin geht in seinen elementaren Zustand über, sobald es Sauerstoff ausgesetzt wird. Die Verbindung ist ionisch aufgebaut, mit den Anionen Pt2− und H−.